# Postminimalismo
Il postminimalismo è un termine artistico coniato (come post-minimalismo) da Robert Pincus-Witten nel 1971, utilizzato in vari campi artistici per il lavoro da cui è influenzato, o tenta di sviluppare e andare oltre l'estetica del minimalismo. L'espressione è usata specificamente in relazione alla musica e alle arti visive, ma può riferirsi a qualsiasi campo usando il minimalismo come punto di riferimento critico.
Nella musica, il postminimalismo si riferisce alla musica che segue la musica minimale.

## Arti visive
Nell'arte visiva, l'arte postminimalista usa il minimalismo come punto di riferimento estetico o concettuale. Il postminimalismo è più una tendenza artistica di un movimento particolare. Le opere d'arte postminimaliste sono solitamente oggetti di uso quotidiano, usano materiali semplici e talvolta assumono un'estetica "pura", formalista. Tuttavia, dal momento che il postminimalismo comprende un gruppo di artisti così vario e disparato, è impossibile enumerare tutte le coerenze e le somiglianze tra di loro.
Anche il lavoro di Eva Hesse è postminimalista: usa "griglie" e "serialità", temi spesso trovati nel minimalismo, ma è anche solitamente fatto a mano, introducendo un elemento umano nella sua arte, in contrasto con la macchina o opere di minimalismo su misura. Richard Serra è un importante post-minimalista.

## Musica
Nel suo uso musicale generale, postminimalismo si riferisce a opere influenzate dalla musica minimalista ed è generalmente categorizzato all'interno del meta-genere musica d'arte. Lo scrittore Kyle Gann ha usato il termine più strettamente per indicare lo stile che fiorì negli anni '80 e '90 e caratterizzato da:
1. un impulso costante, che di solito continua per tutto il lavoro o il movimento;
2. una intensità di linguaggio diatonico, in realtà tonale, ma che evita la tonalità funzionale tradizionale;
3. uniformità generale della dinamica, senza forti punti culminanti o sfumature emotive e
4. a differenza del minimalismo, l'evitare un design formale ovvio o lineare.

Procedure minimaliste come il processo additivo e sottrattivo sono comuni nel postminimalismo, sebbene di solito in forma mascherata e lo stile ha anche mostrato una capacità di assorbire influenze dalla musica mondiale e popolare (gamelan balinese, bluegrass, cantillazione ebraica e così via).
Uno stile musicale derivato dal minimalismo è il totalismo.